# Acidente ferroviário de Larissa
O acidente ferroviário de Larissa foi uma colisão frontal de comboios ocorrida na noite de 28 de fevereiro de 2023 perto de Evangelismos, Tempe, província de Larissa, na Tessália, centro-norte da Grécia. Do choque dos dois comboios resultou a morte de pelo menos 57 pessoas, sendo que outras 85 ficaram feridas e mais de 50 ainda estão desaparecidas. Este acidente tornou-se no acidente ferroviário mais fatal da história da Grécia desde 1968.

## Causas
Os media gregos começaram por avançar a hipótese de erro humano, pois ambos os comboios circulavam na mesma via, mas não é de excluir a hipótese de o acidente ter sido causado por um descarrilhamento de um deles.